# Eleonoria mesembria
Eleonoria mesembria är en stekelart som beskrevs av Braet och Van Achterberg 2000. Eleonoria mesembria ingår i släktet Eleonoria och familjen bracksteklar. Inga underarter finns listade i Catalogue of Life.